# Pegomya vittigera
Pegomya vittigera este o specie de muște din genul Pegomya, familia Anthomyiidae. A fost descrisă pentru prima dată de Zetterstedt în anul 1838. Conform Catalogue of Life specia Pegomya vittigera nu are subspecii cunoscute.